# تشارلز فان دير ليندن
تشارلز فان دير ليندن (بالهولندية: Charles Huguenot van der Linden)‏ (و. 1909 – 1987 م) هو مخرج أفلام، ومنتج أفلام هولندي، ولد في أمستردام، توفي عن عمر يناهز 78 عاماً.

## جوائز وترشيحات
حصل على جوائز منها:

جائزة الأوسكار لأفضل فيلم وثائقي، عن عمل: This Tiny World ‏
ترشح لـ:
- جائزة الأوسكار لأفضل فيلم حي قصير، عن عمل: Big City Blues  [لغات أخرى]‏
- جائزة الأوسكار لأفضل فيلم وثائقي، عن عمل: This Tiny World [الإنجليزية]‏.

## وصلات خارجية
- تشارلز فان دير ليندن على موقع IMDb (الإنجليزية)
- تشارلز فان دير ليندن على موقع ألو سيني (الفرنسية)
- تشارلز فان دير ليندن على موقع أول موفي (الإنجليزية)
- تشارلز فان دير ليندن على موقع قاعدة بيانات الفيلم (الإنجليزية)
- تشارلز فان دير ليندن على موقع كينوبويسك (الروسية)